# Anastasijewka (obwód rostowski)
Anastasijewka (ros. Анастасиевка) – wieś (sieło) w Rosji, w obwodzie rostowskim, w rejonie matwiejew-kurgańskim. W 2010 liczyła 1475 mieszkańców.